# DMP (silnik)
DMP – „dolne martwe położenie” tłoka, czyli skrajne dolne położenie tłoka w cylindrze odpowiadające największej objętości przestrzeni roboczej również DZP - dolne zwrotne położenie. W tym momencie kończy się zasysanie a zaczyna się sprężanie powietrza, albo kończy się suw pracy a zaczyna się wydalanie spalin w zależności od tego w jakim cyklu roboczym jest silnik.
W starszej literaturze czasami bywa oznaczany jako "ZW", czyli "zwrot wewnętrzny".